# NGC 2319
NGC 2319 is een groep sterren in het sterrenbeeld Eenhoorn. Het hemelobject werd op 18 december 1783 ontdekt door de Duits-Britse astronoom William Herschel. NGC 2319 kan gerangschikt worden in de lijst van telescopische asterismen omdat het een sterrenrij betreft.